# Disintegration (videogioco)
Disintegration è un videogioco misto tra sparatutto in prima persona e strategia in tempo reale. Uscito il 16 giugno 2020 per PlayStation 4, Microsoft Windows e Xbox One da parte della Private Division, il gioco è stato annunciato il 5 maggio dello stesso anno, è ideato dal direttore creativo Markus Lehto, contributore della nascita dell'universo di Halo, ed è il primo videogioco della V1 Interactive, co-fondata da Lehto stesso nel 2015.

## Trama
In un futuro lontano, per sopravvivere in una Terra stremata dalla fame, dalla povertà e dal riscaldamento globale, il genere umano ha sviluppato l'Integrazione, un processo tramite il quale un cervello umano può essere trasferito in un'armatura robotizzata, rendendola quindi un essere senziente. Una fazione militaristica chiamata Rayonne, però, approfitta del caos che affligge il pianeta per consolidare il suo potere e obbligare gli umani che trova a seguire l'Integrazione, per porla come sua schiava ed eliminare le ultime vestigia dell'umanità. Il giocatore veste i panni di Romer Shoal, ex-pilota di gravicicli e capo di una piccola banda di fuorilegge.

## Modalità di gioco
Pur essendo principalmente uno sparatutto in prima persona, con tanto di armi intercambiabili, Disintegration presenta varie meccaniche di uno strategico in tempo reale, in quanto il giocatore, che si trova al comando di un enorme graviciclo composto di varie armi, avrà a disposizione dei comandi con i quali sarà possibile ordinare ai compagni, o comunque alle unità alleate, di muoversi, attaccare, raccogliere oggetti e usare le loro abilità speciali.
Oltre alla campagna modalità a giocatore singolo, il gioco presenta tre modalità multi giocatore, che mette due squadre di cinque giocatori a testa contro di loro; queste squadre possiedono ciascuna un proprio aspetto e una personalità specifica, con conseguenti abilità e stili di gioco diversi, oltre che alla possibilità di padroneggiare diversi personaggi e personalizzare tali squadre con una vasta gamma di skin, vessilli, stemmi ed emote.

## Sviluppo
Il gioco, diretto da Marcus Lehto, co-creatore della serie Halo, è il primo titolo del suo studio, V1 Interactive, composto da 30 impiegati. Dopo una progettazione iniziata nel 2014, lo sviluppo vero e proprio impiegò ben tre anni e mezzo. Inizialmente fu concepito come uno strategico in tempo reale, ma Lehto, ispirando alla serie Myth e volendo un gameplay più unico, decise di incorporare elementi di sparatutto in prima persona, trasformando la telecamera dell'RTS in un partecipante attivo nel combattimento. La colonna sonora fu eseguita da Jon Everist, che già aveva lavorato su BATTLETECH.

## Accoglienza
Disintegration ha ricevuto un'accoglienza mista stando al sito web Metacritic: ha ricevuto un 62/100 per la versione PC, un 60/100 per la versione PS4 e un 67/100 per la versione XONE.